# ʻAhu ʻula

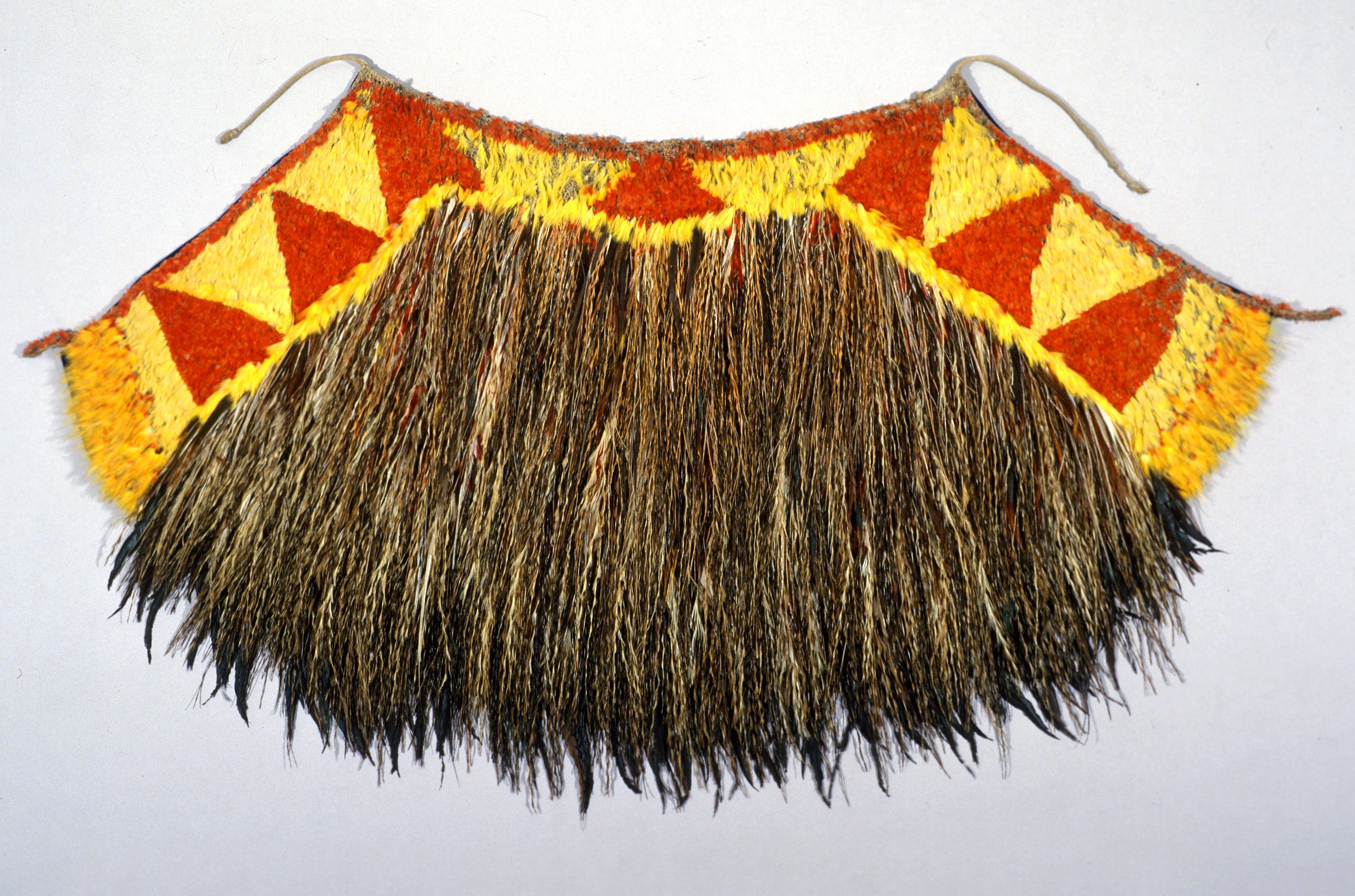
ʻAhu ʻula.

Le ʻahuʻula est un manteau de plumes (en) réservé à l'élite de l'archipel hawaïen. Il se portait traditionnellement avec le mahiole (en), un bonnet de plumes.
Le ʻahuʻula et le mahiole sont des symboles réservé aux hommes de l'aliʻi (en), c'est-à-dire la classe dirigeante de l'archipel d'Hawaï. Ils sont réalisés à partir d'un filet tissé et de plumes de deux oiseaux endémiques aux îles ; l'iiwi rouge et l'o’o de Hawaï (celui-ci maintenant éteint).

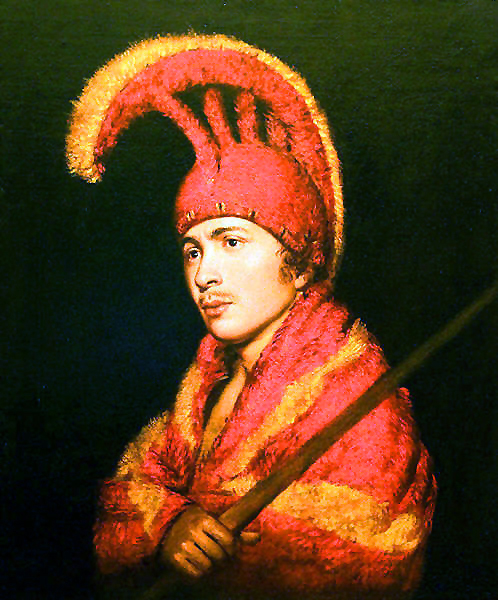
Homme portant le ʻahuʻula et le mahiole.
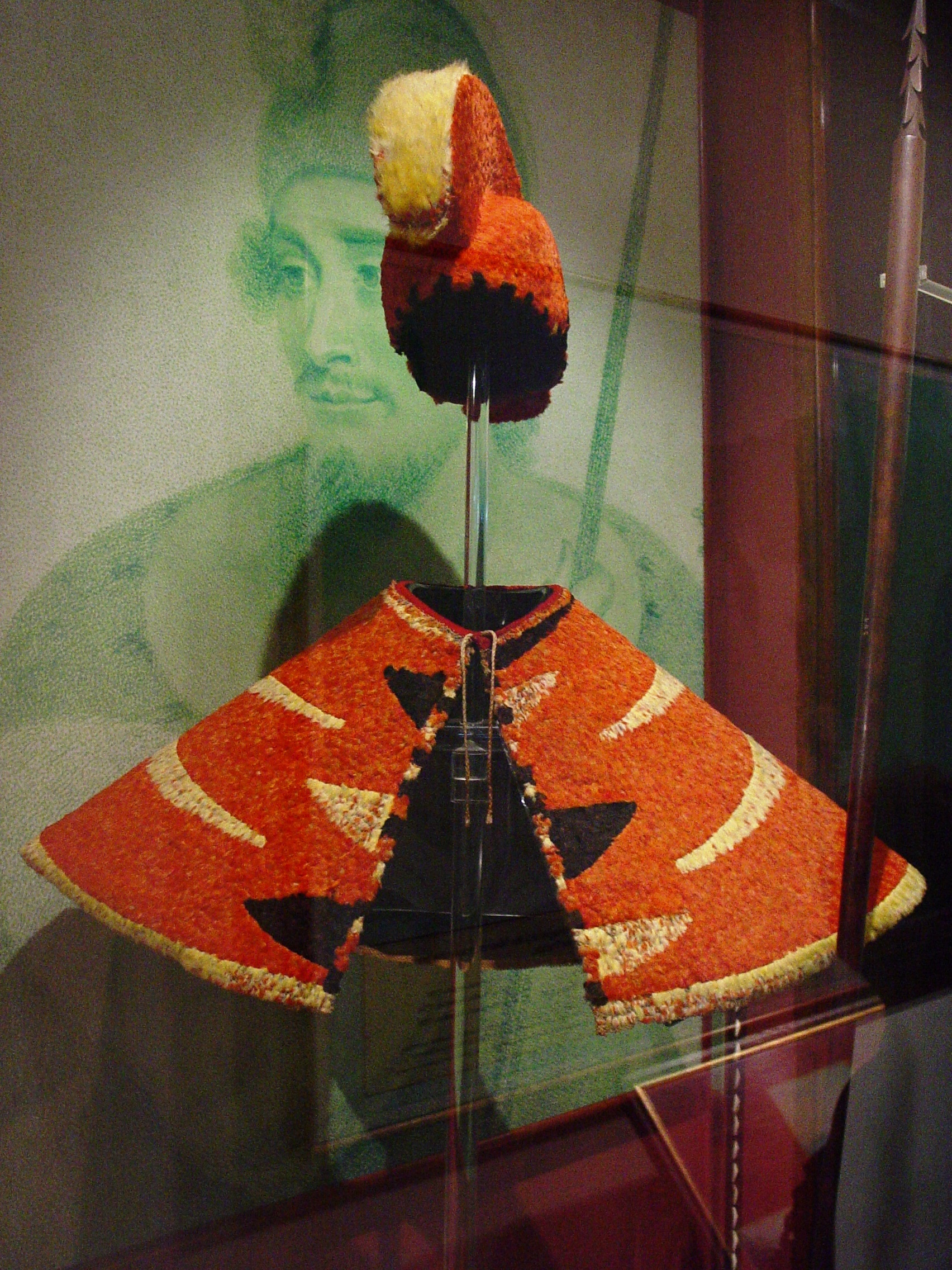
ʻAhu ʻula et mahiole.
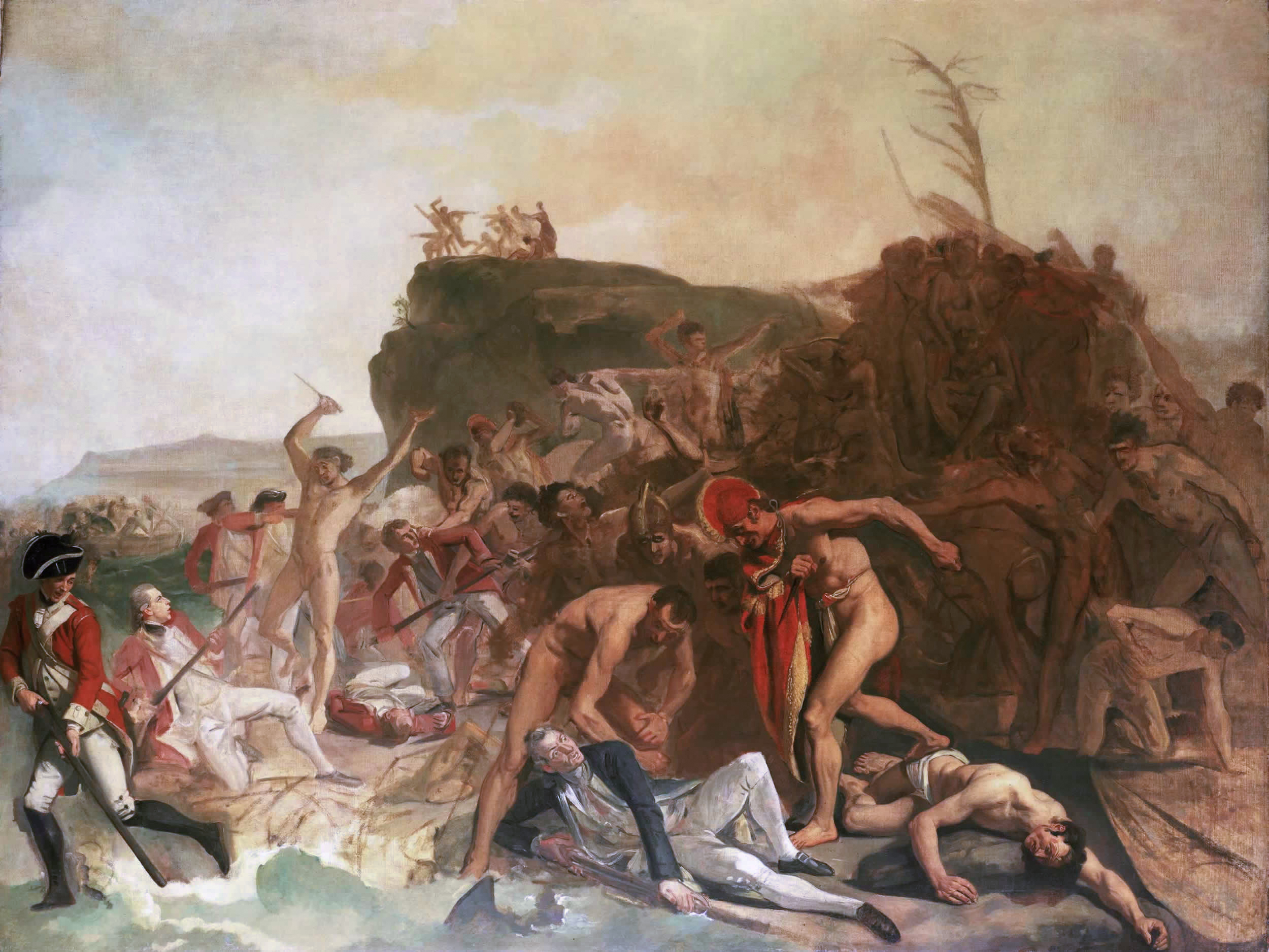
La Mort du Capitaine James Cook de Johan Joseph Zoffany (vers 1795). Un personnage portant le ʻahuʻula est visible au centre.